# Tagande av otillbörlig belöning vid röstning
Tagande av otillbörlig belöning är ett brott enligt den svenska brottsbalken 17 kap. 8 § tredje stycket. Det består i att man mottar, begär eller låter åt sig utlova otillbörlig belöning för att i allmänt ärende rösta på visst sätt eller underlåta att rösta.